# Васильев, Виктор Лазаревич
Виктор Лазаревич Васильев (настоящая фамилия Аркус; 28 декабря 1921, Харбин — 31 августа 1997) — советский писатель, журналист, спортивный обозреватель газеты «Советский спорт» по шахматам и теннису (1949—1951, 1958—1982).
Автор многих шахматных книг, произведения Васильева отличаются стремлением проникнуть в психологию шахматной борьбы. Написал также книги по теннису, баскетболу и другим видам спорта для детей и юношества.

## Биография
Родился в семье фармацевта Лазаря Григорьевича Аркуса (1899—1938, расстрелян). Вырос в Хабаровске. В годы Великой Отечественной войны — на фронте, стрелок 7-го гвардейского кавалерийского корпуса. Вместе с отчимом (Дмитрием Михайловичем Васильевым) и сводным братом (Михаилом Евновичем Васильевым) проводил расследование злодеяний фашистов в Демблинской крепости. Окончил филологический факультет МГУ (1948). Во время кампании по борьбе с космополитизмом уволен из редакции «Советского спорта», восстановлен в 1958 году. Член Союза писателей с 1976. Лауреат премии «Литературной газеты» за 1983 год.
Умер 31 августа 1997 года в Москве. Похоронен в колумбарий Нового Донского кладбище (колумбарий 15).

## Книги
- Мы из Деденево: Очерк о жизни коллектива физкультуры Деденевской сельской школы Дмитровского района. М.: Физкультура и спорт, 1954.
- На берегу Каховского моря: Физкультурники Никопольского южнотрубного завода. М.: Физкультура и спорт, 1956.
- Познакомьтесь с шестой спортивной!: 6-я средняя школа города Баку. М.: Молодая гвардия, 1958.
- Баскетбол на Олимпиадах. М.: Советская Россия, 1959.
- Мужество боксёра: Спортивные очерки. М.: Физкультура и спорт, 1959.
- Баскетбол — это великолепно! Для восьмилетней школы. М.: Детгиз, 1961.
- Шахматные силуэты. М.: Советская Россия, 1961.
- Седьмая вуаль. М.: Молодая гвардия, 1963.
- Здравствуй, ракетка! М.: Физкультура и спорт, 1965.
- Жизнь шахматиста (О Т. Петросяне). Ереван: Айастан, 1969.
- Загадка Таля. Второе «я» Петросяна. М.: Физкультура и спорт, 1973.
- Нетерпение доброты: документальная повесть о В. И. Карселадзе. М.: Физкультура и спорт, 1980; Тбилиси: Сабчота Сакартвело, 1983; на грузинском языке — Тбилиси: Накадули 1990.
- До старта… после финиша. М.: Физкультура и спорт, 1981.
- Актёры шахматной сцены. М.: Физкультура и спорт, 1986.
- Tigran Petrosyan. His life and games, L., 1974.